# Шуґар (телесеріал)
Шуґар (англ. Sugar) — американський містичний драматичний телесеріал, створений Марком Протосевичем. Режисером 5 епізодів став Фернанду Мейрелліш, а ще 3-х — Адам Аркін. У серіалі знявся Колін Фаррелл, який також є виконавчим продюсером. Прем'єра відбулася на Apple TV+ 5 квітня 2024 року.

## Сюжет
Його описують як «кросжанровий сучасний погляд на історію приватного детектива, що розгортається в Лос-Анджелесі».

## Акторський склад

### Головні
| Актор               | Роль            |
| ------------------- | --------------- |
| Колін Фаррелл       | Джон Шуґар      |
| Кірбі Говелл-Батіст | Рубі            |
| Емі Раян            | Мелані Макінтош |
| Денніс Буцікаріс    | Берні Сігел     |
| Нейт Корддрі        | Девід Сігел     |
| Алекс Ернандес      | Кенні           |
| Джеймс Кромвелл     | Джонатан Сігел  |

### Другорядні
| Актор                 | Роль            |
| --------------------- | --------------- |
| Сідні Чандлер         | Олівія Сігел    |
| Ерік Ланж             | Сталлінгс       |
| Анна Ґанн             | Маргіт          |
| Паула Андреа Пласідо  | Емілі           |
| Мігель Сандовал       | Томас Кінсі     |
| Джон Біверс           | Карл            |
| Наталі Елін Лінд      | Рейчел Кей      |
| Джейсон Батлер Гарнер | Генрі           |
| Скотт Лоуренс         | Доктор Вікерс   |
| Джонатан Славін       | Еверетт Робертс |
| Елізабет Анвайс       | Місіс Сігел     |
| Адріан Мартінес       | Глен            |
| Ліндсі Пулсіфер       |                 |
| Сунамі Ортіз          | Патрісія        |
| Массі Фурлан          | Карлос          |
| Пол Шульце            | Міллер          |

## Епізоди
| № серії | Назва серії               | Режисер(и)         | Сценарист(и)                  | Оригінальна дата виходу |
| ------- | ------------------------- | ------------------ | ----------------------------- | ----------------------- |
| 1       | «Олівія»                  | Фернанду Мейрелліш | Марк Протосевич               | 5 квітня 2024           |
| 2       | «Ці люди, ці місця»       | Фернанду Мейрелліш | Марк Протосевич               | 5 квітня 2024           |
| 3       | «Перехрестя Сібуя»        | Адам Аркін         | Марк Протосевич і Девід Розен | 12 квітня 2024          |
| 4       | «Зоряноокий»              | Адам Аркін         | Марк Протосевич і Дональд Джо | 19 квітня 2024          |
| 5       | «Хлопчик в кутку»         | Фернанду Мейрелліш | Марк Протосевич               | 26 квітня 2024          |
| 6       | «Іди додому»              | Фернанду Мейрелліш | Дональд Джо і Сем Кетлін      | 3 травня 2024           |
| 7       | «Друзі, яких ви бережете» | Адам Аркін         | Дональд Джо і Сем Кетлін      | 10 травня 2024          |
| 8       | «Прощання»                | Фернанду Мейрелліш | Дональд Джо і Сем Кетлін      | 17 травня 2024          |

## Виробництво
У грудні 2021 року було оголошено, що Apple TV+ виграла тендерну війну за права на серіал, головною зіркою якого був Колін Фаррелл. Фаррелл офіційно приєднався до серіалу в червні 2022 року, коли йому дали зелене світло від Apple TV+. У серпні 2022 року Кірбі Говелл-Батіст, Емі Раян, Денніс Буцікаріс, Алекс Ернандес і Ліндсі Пулсіфер приєдналися до основного акторського складу, а Анна Ґанн і Джеймс Кромвелл — до повторюваного. У вересні до акторського складу додалися Нейт Корддрі, Сідні Чандлер, Мігель Сандовал, Елізабет Анвайс і Джейсон Батлер Гарнер.
Виробництво серіалу почалося в серпні 2022 року, і очікувалося, що воно продовжиться до осені, через що відкладено ще один проект для зірки серіалу Фаррелла.

## Сприйняття
На агрегаторі рецензій Rotten Tomatoes 82 % із 66 критиків дали позитивну оцінку серіалу із середньою оцінкою 7,2/10. Консенсус критиків веб-сайту говорить: «Сучасний нуар, занурений у класичні традиції, Шуґар міг би використати сильніші підказки, щоб слідувати його багатому стилю, але крута гра Коліна Фаррелла зберігає все переконливим». На Metacritic серіал має середньозважену оцінку 67 зі 100 на основі 25 критиків, що вказує на «загалом схвальні відгуки».